# Uta Schotten
Jalke Uta Schotten (* 1972 in Haarlem, Niederlande) ist eine deutsche Künstlerin. Sie lebt als freischaffende Künstlerin in Köln.

## Leben
Schotten studierte Bildende Kunst an der Städelschule Frankfurt/Main (Klasse Jörg Immendorff), der HdK Braunschweig (Klasse Stephen McKenna) und der Kunstakademie Düsseldorf (Klasse Siegfried Anzinger). 1998 wurde sie vom Rektor der Kunstakademie Düsseldorf, Markus Lüpertz, zur ersten Meisterschülerin von Siegfried Anzinger ernannt. 1999 beendete Uta Schotten das Studium der Bildenden Kunst mit dem Akademiebrief der Kunstakademie Düsseldorf.
Schottens Werke sind in öffentlichen und privaten Sammlungen vertreten. 2004/2005 arbeitete Schotten als Bildhauerin für Tony Cragg.

## Ausstellungen (Auswahl)
- 2014 Museum of History of l’Hospitalet, Barcelona
- 2014 Mittelrhein-Museum Koblenz
- 2015 Stadtmuseum Siegburg
- 2016 Royal Academy of Arts, London
- 2017 Städtisches Museum Kalkar
- 2018 Kunsthalle Hamburg
- 2019 Kunstpalast Düsseldorf
- 2019 Royal Academy of Arts, London
- 2020 Galerie Aurel Scheibler, Berlin
- 2023 Kunstpalast Düsseldorf

## Sammlungen (Auswahl)
- Mittelrhein-Museum, Koblenz
- Stadtmuseum Siegburg
- Sparkasse Köln Bonn
- SØR Rusche Sammlung Oelde/Berlin
- JAB/Anstoetz, Group, Bielefeld
- Walter Dahn, Köln
- Adam Gosling, London